# Christian Paulsen
Paul Detlev Christian Paulsen (født 10. januar 1798 i Flensborg, død 28. december 1854 sammesteds) var en dansk politiker, retslærd og forfatter, ud af en slesvigsk købmandsslægt i Flensborg. Paulsen studerede jura ved tyske universiteter og blev i 1821 cand.jur. og dr.jur. ved Kiels universitet tre år senere.
Efter Uwe Jens Lornsens fremstød i 1830 for et forenet Slesvig-Holsten udgav Paulsen i 1832 skriftet Om Hertugdømmet Slesvigs Folkepræg og Statsret og i 1837 Det danske Sprog i Hertugdømmet Slesvig, hvori han kræver en fornyelse af helstaten. Han påpegede det urimelige i, at tysk var retssprog i den dansktalende del af Slesvig og fremførte her for første gang kravet om officiel anvendelse af det danske sprog overalt hvor dansk var talesprog, det vil sige dansk retssprog i Nordslesvig, danskundervisning og dansk kirkesprog. Via Nis Lorentzen fik han fremsat et stænderforslag om dette i 1836 og det blev vedtaget i 1838 og gennemført ved reskript af 14. maj 1840.
I 1840 foreslog Christian Paulsen at oprette et universitet i Kolding, hvor det kunne tjene som "en videnskabelig Grændsefæstning" mod indflydelsen fra det tyske universitet i Kiel.
Christian Paulsens arbejde for Sønderjyllands danskhed førte til, at han senere blev kaldt "den første sønderjyde".

## Uddannelse
Han var en søn af købmand i Flensborg Christian Detlev Paulsen (1756 – 1805) og Ingeborg Sophie født Gadebusch (1777 – 1854). 12 år gammel blev han sendt til Salzmanns Institut i Schnepfenthal i Sachsen-Gotha og var her tre år, kom derpå til gymnasiet i Gotha, hvor han var to år, og endte sin skolegang 1816 på gymnasiet i Lübeck. Derefter studerede han jura to år i Göttingen, hvor han 1818 vandt en prismedalje for et skrift om Rhodus i den macedoniske tid, vinteren 1818-19 i Berlin for at høre Friedrich Carl von Savigny, sommeren 1819 i Heidelberg for at høre Anton Friedrich Justus Thibaut og to år i Kiel, hvorpå han 1821 tog juridisk eksamen på Gottorp og straks efter drog til København for at studere dansk ret. Allerede 1822 tog han her licentiatgraden og blev privatdocent ved universitetet, underkastede sig 1823 den danske latinsk-juridiske eksamen og disputerede 1824 for den juridiske doktorgrad.

## Fortaler for dansk i Slesvig
Allerede som ganske ung var Paulsen sig sin danske herkomst klart bevidst og opfyldt af en levende kærlighed til fædrelandet og en brændende attrå efter at virke for dansk sprog, litteratur og retspleje. I maj 1824 begyndte han sine forelæsninger ved Københavns Universitet, men da der det følgende efterår blev en plads ledig i det juridiske fakultet i Kiel, blev han ansat der som overordentlig professor med særlig forpligtelse til at læse over dansk, slesvigsk og holstensk ret. Det var en skuffelse for ham, at han ikke kunne blive i København, men han gik dog med glæde og lyse udsigter til sit nye kald. 1831 modtog han en kaldelse til Dorpat som germanist og nordisk retskyndig uden at lade sig friste af den høje løn, som tilbød ham. Hans forelæsninger i Kiel var godt besøgte, og han var midt i en betydelig videnskabelig virksomhed, ikke mindst for at bibringe udlandet bedre kendskab til og sandere forestillinger om de offentlige forhold i Danmark, da Uwe Lornsens berygtede skrift 1830 kastede ham ind på nye baner. Paulsen blev hurtig klar over, at Lornsens endemål var Slesvigs voldelige løsrivelse fra Danmark, og gav sig straks i færd med at modarbejde ham. I de sidste dage af 1831 udgav han Ueber Volksthümlichkeit u. Staatsrecht des Herzogthums Schleswig, hvori Slesvigs sproglige og nationale forhold for første gang i den politiske strid gjordes til genstand for en historisk-kritisk fremstilling. Navnlig forlangte Paulsen med bestemthed gennemførelsen af reskriptet af 19. januar 1811 om det danske sprogs indførelse i kirken, skolen, retsplejen og alle offentlige anliggender over alt, hvor det taltes i Slesvig. Da Paulsen året efter var i København, gjorde han efter kancellipræsident Otto Joachim Moltkes opfordring et forslag til sprogsagens ordning, men kansler Joachim Otto Friedrich Spies forpurrede sagens fremme, og der skete intet. Den virkning havde Paulsens optræden dog, at talrige sprogpetitioner 1836 indkom til stænderne. Imod de 1835 udkomne skrifter Für Holstein, nicht gegen Dänemark og Für Holstein, gegen Danemark skrev Paulsen 1836 Für Danemark u. für Holstein, hvori han fremhævede de lyse sider ved Holstens forbindelse med Danmark, men navnlig hævdede betydningen af stænderhyldingen i Slesvig 1721 og af augustenborgernes samtidige arvehylding "secundum tenorem legis regiæ", et den gang ubekendt aktstykke, som Paulsen havde opdaget i Gehejmearkivet. Da hertugen af Augustenborg 1837 tog til genmæle derimod i Die Erbfolge im Schleswig-Holstein, ville Paulsen, imod Frederik 6.’s ønske, men efter prins Christians opfordring, give gensvar, og han gjorde også et udkast til en systematisk fremstilling af arvefølgeretten til Slesvig, som tilstilledes prinsen, men det kom des værre ikke til den endelige udarbejdelse.

## Dannevirke
Heldigvis var Paulsen friere stillet ved sine undersøgelser om sproget i Slesvig. Allerede 1832 havde han i Bidrag til Sprogets Historie på den jyske Halvø, fornemmelig i den søndre Del forsøgt at klare de ejendommelige sprogfænomener ved de forskellige stammers sammenstød og sammensmeltning på den jyske halvø og fremhævet, at der ingen sproggrænse gaves mellem Sønder- og Nørrejylland, hvilket han 1837 yderligere udviklede i Det danske Sprog i Hertugdømmet Slesvig. Ved samme tid forenede han sig med professor Christian Flor om at bringe et dansk ugeblad til veje i det nordlige Slesvig, og det lykkedes dem efter meget slid og møje at få Danevirke oprettet 1838. I dette blads spalter kan man fra år til år følge Paulsens årvågne, uforfærdede og utrættelige virksomhed. En række af artikler udgik fra hans hånd for at opmande folket til at tage kraftig del i forsvaret for dets modersmål. Samtidig skrev han artikler i Freia og i Kieler Correspondenzblatt, i hvilket sidste han ofte blev angreben med hadefulde, stundom næsten ærerørige insinuationer. Denne hans iøjnefaldende politiske virksomhed skadede naturligvis hans lærerstilling i Kiel, og fra 1840 blev hans forelæsninger mindre og mindre besøgte. 1844 led han flere gange personlig overlast; en gang måtte der endog tilkaldes tropper for at beskytte hans hus. I sin isolerede stilling søgte han, efter 1842 at være bleven udnævnt til ordentlig professor, 1845 borgmesterembedet i sin fødeby Flensborg, men kongen ville ikke undvære ham i Kiel, hvor hans stilling blev vanskeligere og vanskeligere, indtil oprøret 1848 udløste ham. Endnu 24. marts protesterede han i et konsistoriumsmøde imod den såkaldte provisoriske regering, og samme aften rejste han til København.

## En slesvigsk forfatning
I maj udnævntes han til midlertidig medarbejder ved de under det af embedsmændene forladte tyske kancelli henhørende forretninger, i juli til etatsråd, og samme efterår begyndte han at holde forelæsninger ved Københavns Universitet over Slesvigs private ret. Med Flor og Joakim Frederik Schouw sammentrådte han i en komité til understøttelse af fordrevne slesvigere. Men samtidig nærede han en stærk frygt for selve Slesvigs fremtid, og da grundlovsforhandlingerne begyndte, udtalte han i et lille skrift, Til den danske Rigsdag, ønsket om deres udsættelse, indtil rigsforsamlingen kunne blive sammensat fra alle dele af Danmarks rige. Da hans advarende røst ikke blev hørt, gjorde han efter ministeriel opfordring den påfølgende vinter det første udkast til en slesvigsk forfatning. Efter hans forslag skulle Slesvig så godt som fuldstændig indlemmes i kongeriget, kun rets- og kommunalvæsenet skulle undergives en særlig minister og landdag. Forslaget tiltrådtes af de fleste ministre, medens H.N. Clausen ville henlægge hele styrelsen under fælles ministre. Da regeringen i foråret 1849 efter krigens fornyelse ville oprette en regeringskommission i Slesvig og tiltænkte Paulsen en plads i den, afslog han, misfornøjet med regeringens holdning, tilbuddet, men tog i august med Frederik Ferdinand Tillisch til Flensborg, hvor hans nærværelse var til stor glæde for den danske befolkning. I vinteren 1849-50 holdt han atter forelæsninger ved universitetet, og efter Slaget på Isted Hede udnævntes han til medlem af overjustitskommissionen i Flensborg. 1851 var han medlem af notabelforsamlingen og skrev den udførlige motivering af dens forslag. Han oplevede at se det danske sprog indsat i dets naturlige rettigheder i Slesvig, men døde pludselig 28. december 1854. – Hans samlede værker udkom 1857-59 i 3 bind.
Paulsen var 2 gange gift: 1. (6. april 1826) med Thora Alvilde født Bloch (6. april 1802 – 14. marts 1834), datter af rektor Søren Nicolaus Johan Bloch, 2. (29. september 1835) med søsteren Margarethe Christiane Marie (7. januar 1798 – 12. maj 1866), enke efter overlærer i Roskilde, Dr. phil. Hans Peter Thrige.
---

## Juridiske forfattervirksomhed
Også P.D.C. Paulsens juridiske forfattervirksomhed var meget frugtbar. Den falder nærmest i tre forskellige afdelinger. En gruppe af hans skrifter, således en større recension (gennemgang (i følge ODS)) af Uwe Lornsens Die Unionsverfassung Dänemarks u. Schleswig-Holsteins og to afhandlinger i Antislesvig-holstenske Fragmenter om Slesvigs indre forbindelse med Danmark og om det danske kongehuses ret til Pinneberg, Rantzau og Altona, vedrører den offentlige ret og indeholder også fra juridisk synspunkt flere værdifulde bidrag. Deres betydning må dog hovedsagelig betegnes som almindelig historisk, hvorfor de finde deres rette bedømmelse for historiens domstol. Hertil knytter sig en kreds af skrifter, der behandle den private rets historie, hvoraf navnlig nogle afhandlinger om formueforholdet mellem ægtefæller efter gammel nordisk ret, særlig efter Jyske Lov, om de sydjyske stadsretter og om kilderne til den slesvigske ret ved deres undersøgelsers omfattende og indgående karakter ville bevare deres forfatters navn for efterverdenen. Endelig må blandt skrifter, der behandle nutidens ret, nævnes hans på tysk udkomne lærebog i Slesvigs og Holstens privatret (1834), hvilken i sin anden udgave (1842) medoptager Lauenborgs ret. Dennes betydning ligger navnlig deri, at den søger at skille de fremmedartede romerretlige bestanddele ud for igen at få den nationale ret frem i dens fulde betydning. Et praktisk hjælpemiddel hertil var også hans retsformularbog (1841), der tillige indeholder en tysk-dansk lovkyndighedsordbog,

## Retshistorie
Det er dog den historiske betragtning af retten, der går som en rød tråd gennem alle Paulsens skrifter. Han var begyndt som egentlig historiker (hans prisskrift om Rhodus), og denne ungdomskærlighed bevarede han for hele livet. Men den får ham dog ikke til at glemme retshistoriens særlige opgave. Han betegner selv sin behandling af retshistorien som "filosofisk", i det han benytter fortidens ret til dertil at knytte almindelige udviklinger, der kunne kaste lys over nutidens retsliv. Som han selv siger: 
| Citat | Kun en saadan videnskabelig Behandling af Retshistorien, hvor vi søge at opdage Aarsagerne til en vis Retstilstands Beskaffenhed, hvor vi sammenligne den med vor nuværende og knytte hertil filosofiske Ideer om Menneskehedens Bestemmelse, kan jeg holde for den rigtige. Intetsigende og tørt er derimod et saadant Studium af den ældre Retstilstand, naar man fremstiller de enkelte Retsforhold uden indvortes Sammenhæng ... | Citat |
|       | |       |

 Fra historien føres han således altid tilbage til nutidens faste grund, og det er ikke mindst det praktiske, ædruelige blik, hvorom også nogle processuelle afhandlinger vidne, der giver hans juridiske forfattervirksomhed værdi. Men hans historiske syn forlener samtidig hans retsbetragtning med et almindelig ideelt moment. Han ser retten som et led i livets almindelige udviklingshistorie og ivrer derfor stærkt mod den isoleringstilstand, hvori juraen og juristerne så ofte sætte sig over for andre videnskabsfag og deres dyrkere. Selv til teologien hævder han i indledningen til en afhandling om den danske kirkes symbolske bøger (1826), at retsvidenskaben lader sig bringe i nøje forhold. Retfærdigheden danner nemlig kun den ydre sikrede tilstand, som er nødvendig, for at menneskene kunne nå det kærlighedsideal, som teologien opstiller, og de tjene således begge livets højeste mål. Dette medfører også visse krav til rettens dyrkere. Som han i et ungdomsforedrag siger: "Der gives ingen i alle Henseender god Retslærer, med mindre han er moralsk og elsker Menneskene". Han selv var til en vis grad et vidnesbyrd om denne sætnings sandhed. Der gives andre juridiske forfattere med rigere og mere original synspunkter end Paulsen, men få, der i den grad som han have formået at sætte en fuldstøbt og harmonisk personlighed ind på de tanker, som de en gang havde grebet og erkendt som sande. Det er dette personlige moment, der giver Paulsen hans særpræg også som jurist.